# マイ・ペース (バンド)
マイ・ペースは、日本のフォークソンググループ。

## 略歴
秋田県の昭和町飯田川町組合立羽城中学校（現在の潟上市立羽城中学校）の同級生である、森田貢、伊藤進、根次男の3人で結成。
同郷のシンガーソングライター山平和彦のバックバンドを経て、名古屋に活動拠点を移す。1974年にシングル『東京』でメジャーデビュー。作詞・作曲はリードボーカルの森田貢。ロングセラーとなる。その後は東京に移り住む。
1978年、根次男が脱退。
1980年代前半まで森田、伊藤のふたりで活動を続ける。
1993年7月23日、かつて活動拠点としていた名古屋市内で15年ぶりに復活コンサートを開催。
2010年「やり残したことがある」とオリジナルメンバーで活動を再開。
2011年4月12日、『NHK歌謡コンサート』（NHK総合）、2013年12月26日、『名曲ベストヒット歌謡』（テレビ東京）、 2014年2月27日、『木曜8時のコンサート』に出演。いずれも代表曲「東京」を披露している。
2015年頃よりサポートメンバーにhiroko（キーボード、コーラス）が加わる。
2017年9月、『小室等の新音楽夜話』（東京MXテレビ）で森田貢のソロアルバムから「旅の途中」と「東京」を演奏。
2018年11月25日、『ザ・フォークソング～青春のうた～』（NHKBSプレミアム）出演。
2019年9月8日、『あの頃青春グラフィティ　Special Concert』（ニッショーホール/日本消防会館）に出演。
2022年1月、2年前から体調を崩していた森田が急性骨髄性白血病に罹っていたことが判明。同年6月18日、東京都内の病院で伊藤らに看取られながら息を引き取った。68歳没。
代表曲「東京」（森田貢 作詞・作曲、JASRAC作品コード055-6109-4）は、BEGIN、敏いとうとハッピー&ブルー、丸山みゆきなど、多くのアーティストによってカバーされている。

## メンバー
- 森田 貢（1954年1月26日生、2022年6月18日没、リード・ボーカル、ギター、ベース）
- 伊藤 進（1953年8月15日生、フルート、ボーカル）
- 根 次男（1953年5月27日生、リード・ギター、ボーカル）
- サポートメンバー　hiroko (コーラス、キーボード、ボーカル)

## ディスコグラフィ

### シングル
| 発売日           | 規格             | 規格品番         | 面               | タイトル         | 作詞             | 作曲             | 編曲             |
| ビクターレコード | ビクターレコード | ビクターレコード | ビクターレコード | ビクターレコード | ビクターレコード | ビクターレコード | ビクターレコード |
| ---------------- | ---------------- | ---------------- | ---------------- | ---------------- | ---------------- | ---------------- | ---------------- |
| 1974年10月25日   | EP               | SF-76            | A                | 東京             | 森田貢           | 森田貢           | マイ・ペース     |
| 1974年10月25日   | EP               | SF-76            | B                | 桜道’74          | 山平和彦         | 森田貢           | マイ・ペース     |
| 1975年7月25日    | EP               | SF-95            | A                | 望郷の街         | 橋本淳           | 森田貢           | 萩田光雄         |
| 1975年7月25日    | EP               | SF-95            | B                | 自画像           | 橋本淳           | 森田貢           | 萩田光雄         |
| 1976年2月5日     | EP               | SF-114           | A                | 夕日の町         | 森田貢           | 森田貢           | ムーンライダーズ |
| 1976年2月5日     | EP               | SF-114           | B                | 雪待夜           | 森田貢           | 森田貢           | ムーンライダーズ |
| 1976年12月       | EP               | SF-6015          | A                | ふるさとへ       | 森田貢           | 森田貢           | マイ・ペース     |
| 1976年12月       | EP               | SF-6015          | B                | 乾杯             | 森田貢           | 森田貢           | マイ・ペース     |
| 1982年5月21日    | EP               | SV-7213          | A                | 東京             | 森田貢           | 森田貢           | マイ・ペース     |
| 1982年5月21日    | EP               | SV-7213          | B                | 乾杯             | 森田貢           | 森田貢           | マイ・ペース     |

### アルバム

#### オリジナル・アルバム
| 発売日           | 規格             | 規格品番         | タイトル                |
| ビクターレコード | ビクターレコード | ビクターレコード | ビクターレコード        |
| ---------------- | ---------------- | ---------------- | ----------------------- |
| 1975年1月25日    | LP               | SF-1048          | 東京                    |
| 1976年2月5日     | LP               | SF-10055         | マイ スペース／MY SPACE |

#### セルフカバー・アルバム
| 発売日         | 規格         | 規格品番     | タイトル                                                            |
| オーマガトキ   | オーマガトキ | オーマガトキ | オーマガトキ                                                        |
| -------------- | ------------ | ------------ | ------------------------------------------------------------------- |
| 2000年12月21日 | CD           | OMCA-5004    | 1/M さよならの数だけ ※ 森田貢が「東京」をセルフカバーしたアルバム。 |

#### ベスト・アルバム
| 発売日           | 規格             | 規格品番         | タイトル |
| ビクターレコード | ビクターレコード | ビクターレコード | ビクターレコード |
| ---------------- | ---------------- | ---------------- | --- |
| 2009年9月16日    | CD               | VICL-63448       | ゴールデン☆ベスト 1. 東京 2. 桜道'74 3. 朝はもうすぐ 4. 君が好き 5. K町露路裏想い出通り 6. 朝の郵便受 7. 望郷の街 8. 自画像 9. 夕日の町 10. 雪待夜 11. 星間飛行 12. 白い部屋 13. スウィート・テレフォン 14. 津波 15. 急行列車 16. 春 17. ふるさとへ 18. 乾杯 |

### 参加アルバム
- ライブ！山平和彦（1977年7月21日、ベルウッド OFW-5〜6） -　1973年12月22日名古屋市公会堂に於ける実況録音。